# Hošťálkovy (zámek)
Zámek Hošťálkovy (něm. Gotschdorf) se nachází v severovýchodním cípu stejnojmenné obce, ležící asi 8 km severozápadně od centra města Krnova v okrese Bruntál. Majitelem zámku je Spolek Renesance z.s., který organizuje jeho rekonstrukci a objekt otevřel veřejnosti. Od roku 1958 je stavba chráněna jako kulturní památka pod č. 16548/8-78.

## Historie
Předchůdcem dnešního zámku byla tvrz, která je poprvé připomínána v roce 1566. Roku 1582 získal hošťálkovské panství nekatolický šlechtic Jan Skrbenský z Hříště († 1597), který se ho ujal coby dědictví po své zesnulé manželce Bohunce Kravařské ze Šlevic. Ve druhé polovině 17. století byla tvrz za Jana Kryštofa Skrbenského z Hříště (1665–1725) nahrazena objektem nového barokního zámku. Protože byl Jan Kryštof posledním členem nekatolické větve rodu, přešlo po jeho smrti hošťálkovské panství na vzdáleného katolického příbuzného Karla Františka Skrbenského z Hříště (1684–1768), pozdějšího hejtmana knížectví Těšínského, který však trvaleji sídlil na zámku v Šenově u Ostravy. Teprve jeho syn, Karel Traugott Skrbenský z Hříště (1716–1790), učinil z Hošťálkov svou hlavní rezidenci, zámek dal rozšířit a nákladně vyzdobit. Při zámeckém sídle si rovněž vydržoval hudební kapelu, jejímž členem byl i slezský hudební skladatel Josef Puschmann a pravděpodobně na konci 18. století došlo také k položení základů anglického parku, jenž budovu obklopuje ze západu. Památkou na šlechticovo působení je klasicistní náhrobek, stojící u místního kostela Archanděla Michaela. Rodu Skrbenských z Hříště pak zámek patřil až do roku 1831, kdy byl za 140 000 zlatých odprodán Karlovi hraběti von Strachwitz.
O šest let později zámek získal Heinrich hrabě von Arco (1800–1871), který byl ženatý s Antonií hraběnkou von Strachwitz (1808–1873). Během revolučních bouří roku 1848 byl zámek dne 1. listopadu přepaden obyvateli okolních vesnic, kteří jej zčásti vyrabovali a hraběte Heinricha, snažícího se Hošťálkovy opustit, poranili střelbou z pistole na levé ruce. Posledním šlechtickým majitelem hošťálkovského zámku a velkostatku byl Heinrichův vnuk Karl Maria von Arco (1884–1954), jemuž byl objekt na základě Benešových dekretů v roce 1945 zkonfiskován.
Novým majitelem zámku se stal stát, který objekt předal do správy Církve československé. Ta jej využívala jako dětskou zotavovnu (1946–1950) a domov pro seniory (1950–1962). V letech 1962–2006 zde sídlil ústav sociální péče. V roce 2015 byly zámecké interiéry poprvé otevřeny pro veřejnost a od roku 2019 je v zámku instalován prohlídkový okruh.

## Architektura

### Exteriéry

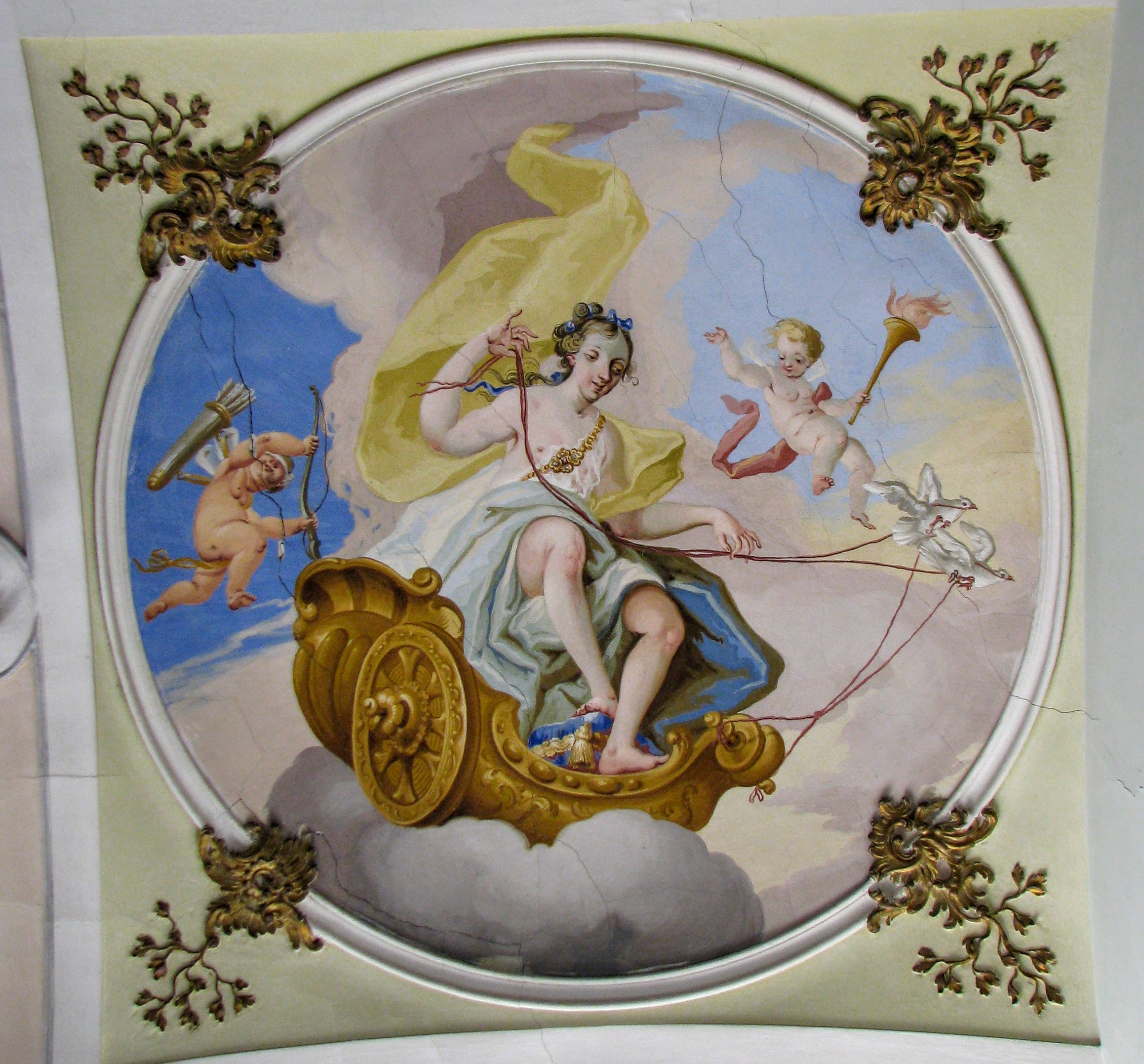
Freska Afrodity nad schodištěm v jižním křídle

Zámek má podobu trojkřídlé jednopatrové budovy, stojící na půdorysu ve tvaru písmene U. Kryt je mansardovou střechou s podlažím, z jejíž východních čel vystupují dvě zděné hranolovité věžice, ozdobené lucernou. Za Karla Traugotta Skrbenského z Hříště získala stavba jednotnou fasádu a roku 1831 byla z popudu Heinricha von Arco doplněna o portikus, který byl přistavěn k dvornímu průčelí západního křídla. Ve 20. století přibylo mansardové patro a fasády byly překryty hladkou omítkou. V těsném sousedství zámecké budovy stojí areál bývalého vrchnostenského hospodářského dvora a anglický park, jehož součástí je někdejší oranžérie a drobná historizující zahradní architektura.

### Interiéry
Vzhled interiérů nejvíce poznamenaly úpravy, iniciované Karlem Traugottem Skrbenským z Hříště. 
- Zámecká kaple Nejsvětější Trojice, zbudovaná po roce 1768, je vyzdobená freskami a obrazy malíře Jana Františka Jablonského, zobrazujícími na klenbě Nanebevzetí Panny Marie s 12 apoštoly kolem prázdného hrobu a na západní stěně rámovanými obrazy Zvěstování a Navštívení Panny Marie. V retáblu hlavního oltáře je zasazen obraz Narození Panny Marie od téhož autora. Volně zavěšený obraz Smrt svatého Josefa namaloval František Antonín Sebastini.[13] Na schodišti s dřevěným zábradlím s prořezávanými rokaji a mřížkami jsou klenby vymalovány freskami, znázorňujícími výjevy z antické mytologie (Afrodita, Amfitríta, Artemis, Ceres, Déméter, Héra a Persefona). Bohatě tvarovanou varhanní skříň zdobí trojice nadílků; nad hracím stolem  jsou štíty s rodovými znaky Karla Traugotta Skrbenského a jeho manželky Gabriely z Poppenu.
- Některé z interiérů patra zdobily chinoiserie, ornamentální dekorace a štuková výzdoba, na konci 19. století se v zámku nacházel japonský kabinet.

Po roce 1945 došlo k několika rušivým přestavbám zámeckého interiéru a zalíčení rokokových fresek.

## Galerie

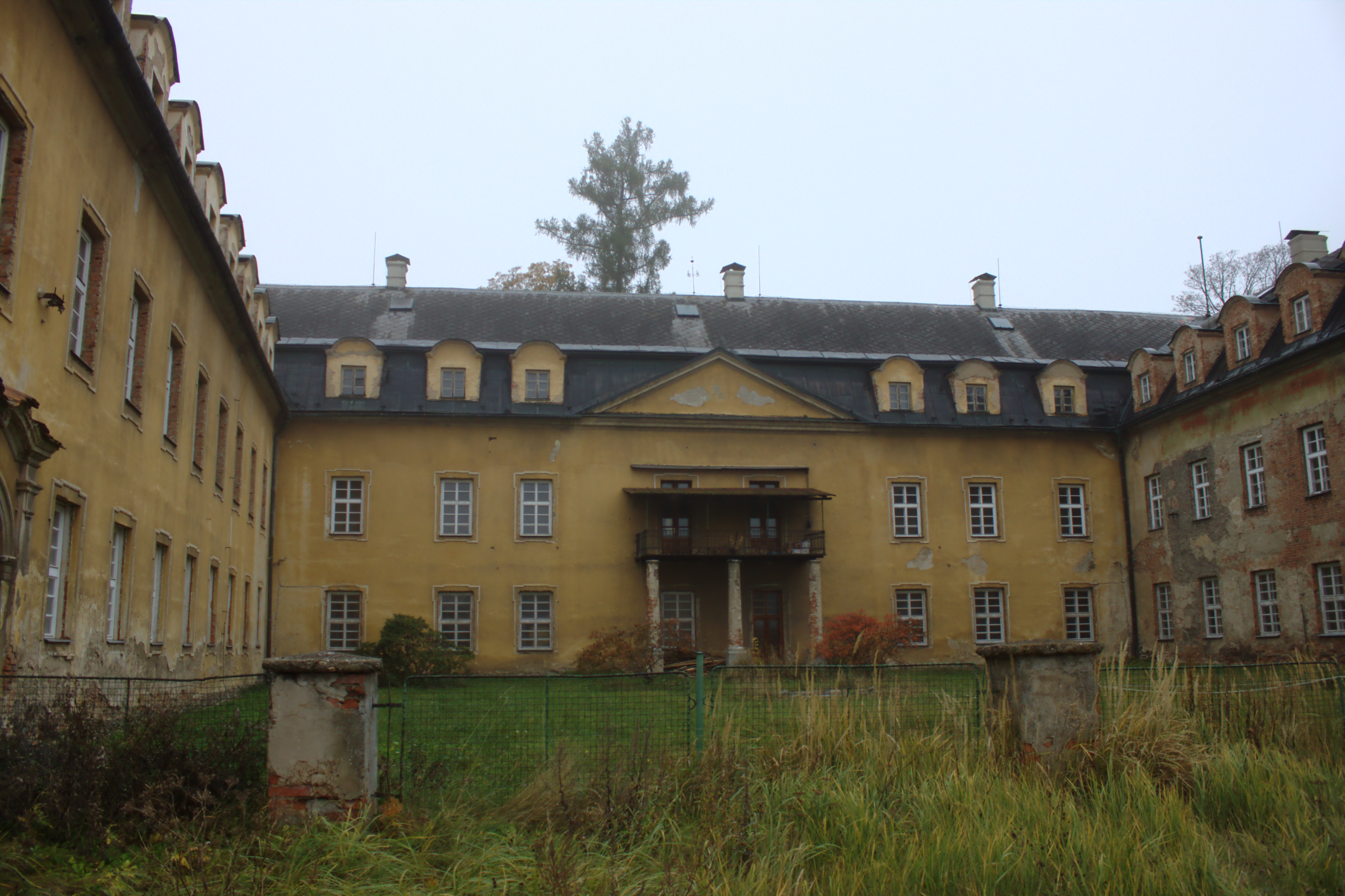
Čestný dvůr
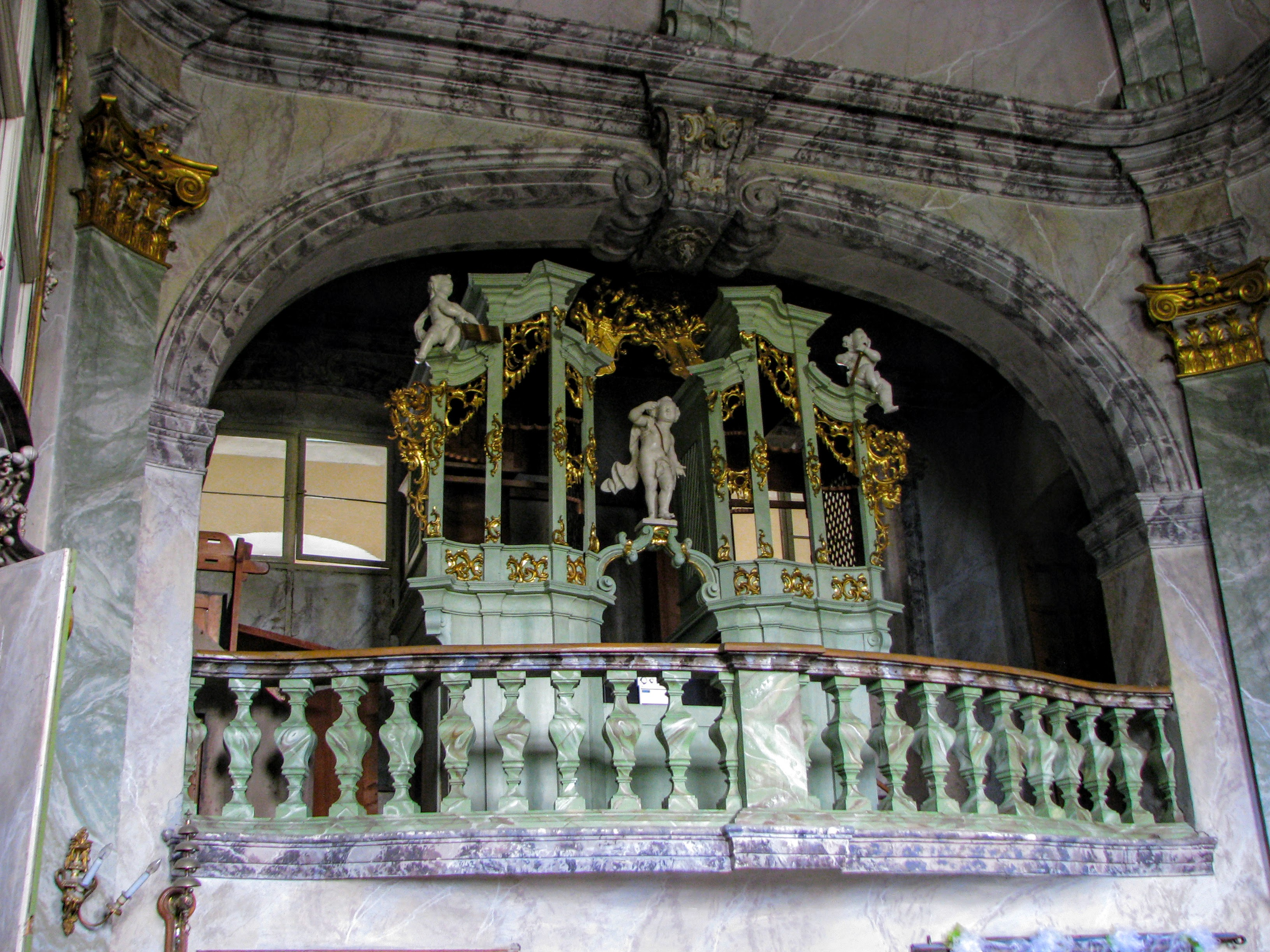
Varhany v zámecké kapli Nejsvětější Trojice
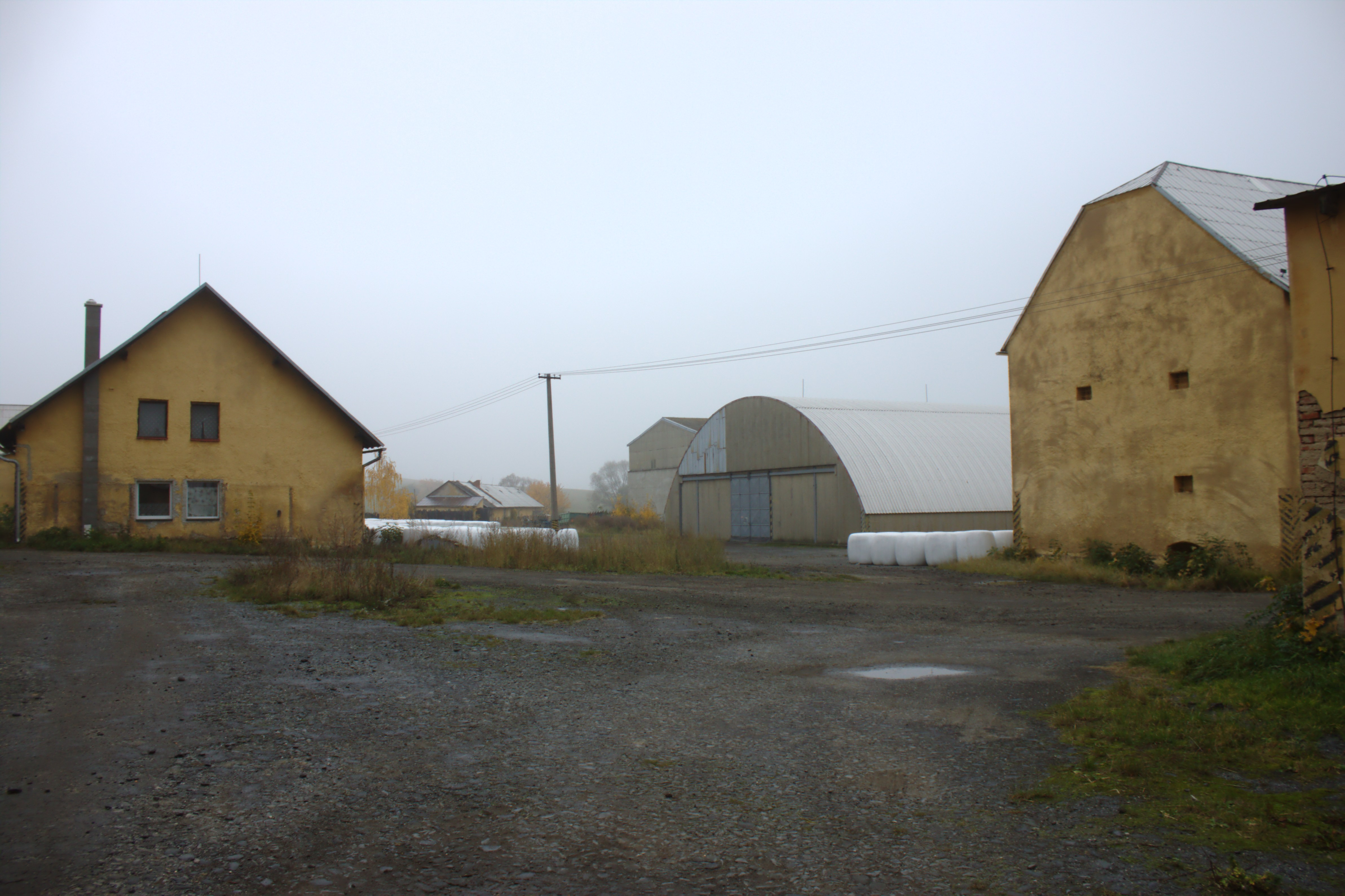
Hospodářský dvůr, stojící v sousedství zámku
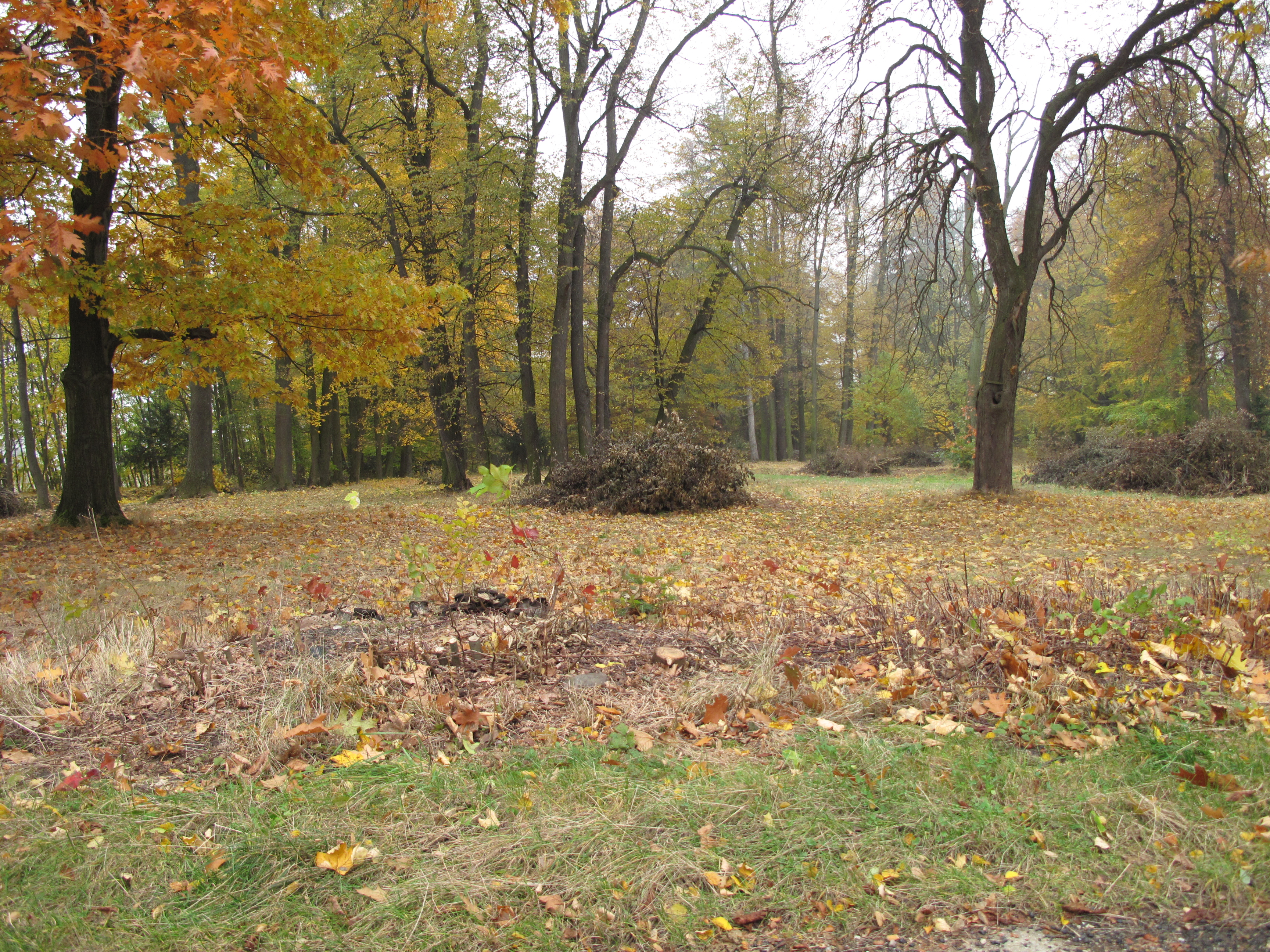
Anglický zámecký park